# Autosan A404T Cezar
Autosan A404T Cezar – autobus turystyczny produkowany seryjnie w latach 1997–2002 przez zakłady Autosan w Sanoku.

## Historia modelu
W połowie lat 90. XX w. Autosan próbował uzupełnić ofertę w zakresie autokarów modelem Autosan A1012T Lider. Jego wadą była jednak zbyt mała pojemność luków bagażowych. Dlatego w 1996 roku w ramach współpracy z firmą Mercedes-Benz zmontowano w Autosanie 3 sztuki autobusów turystycznych Mercedes-Benz O350 RHD „Tourismo” produkowanych w tureckich zakładach niemieckiej firmy. Montowane modele stanowiły rozwinięcie konstrukcji Mercedes-Benz O303. Napędzane były silnikiem typu OM 442 o mocy maksymalnej 381 KM, współpracując z manualną, sześciobiegową skrzynią przekładniową typu MB GO4.
Na Międzynarodowych Targach Poznańskich w 1996 roku zadebiutował wysokopodłogowy autobus turystyczny na kompletnym podwoziu Mercedes-Benz DC O-404F (RHD) noszący nazwę Autosan A404T Cezar. Nadwozie zaprojektowała sanocka firma stylistyczna Apis. Do napędu wykorzystano turbodoładowany silnik V6 typu OM 441 LA Euro-2 o mocy maksymalnej 250 kW (340 KM), współpracujący z mechaniczną, sześciostopniową skrzynią przekładniową GO4/160-6/7,2. Cezar był jednym z najlepiej opracowanych stylistycznie autobusów na podwoziu DC. Wykorzystanie podwozia MB miało zapewnić sprawny serwis w przypadku awarii pojazdu za granicą.

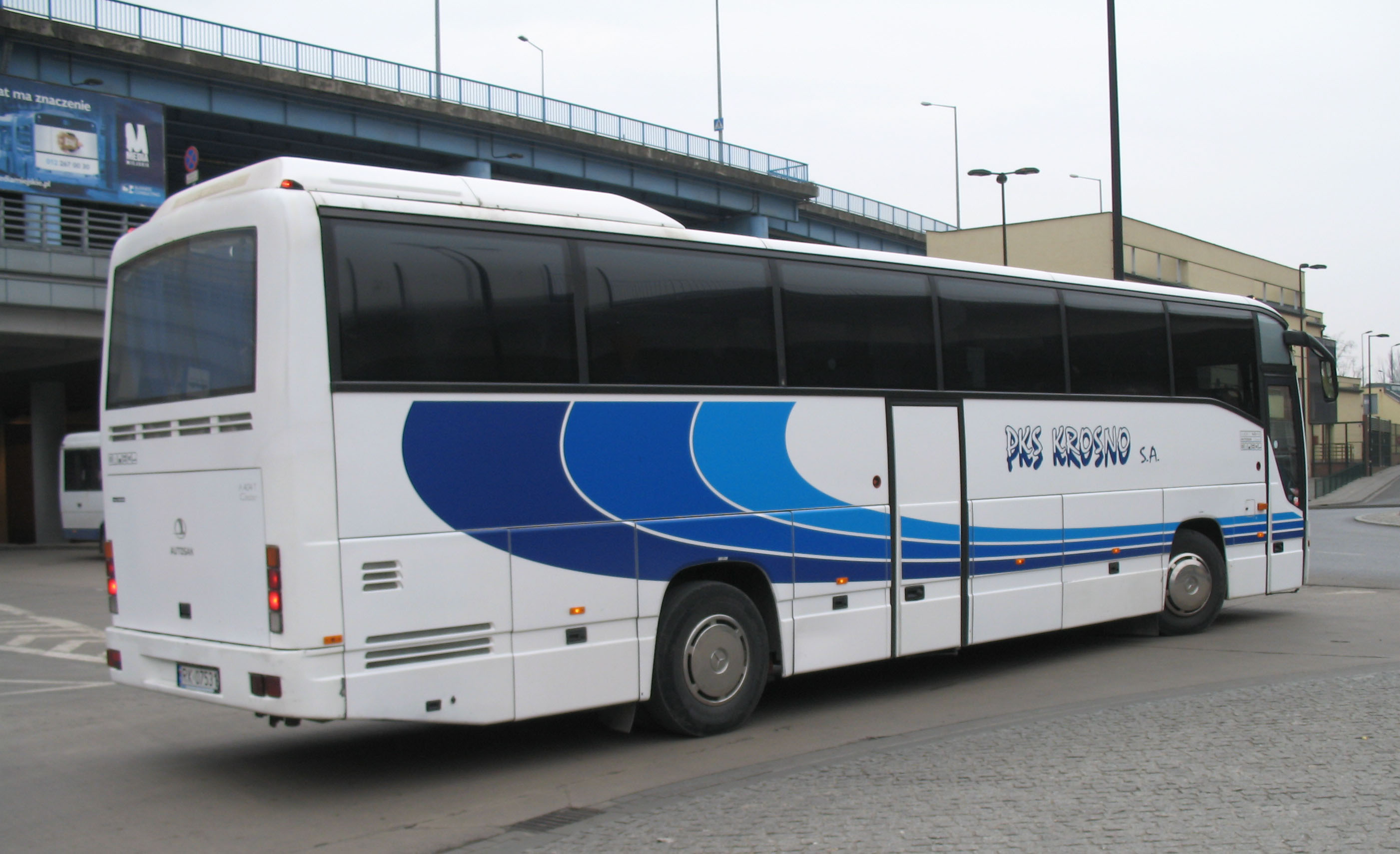
Autosan A404T Cezar, widok na tył

Konstrukcja pojazdu bazuje na ramie kratownicowo–szkieletowej. Szkielet nadwozia wykonano ze spawanych stalowych profili zamkniętych. Elementy poszycia ścian bocznych oraz dachu wykonano z blachy obustronnie ocynkowanej, klejonej do szkieletu. Również przyklejane są ściany przednia i tylna, wykonane z tworzyw sztucznych, oraz szyby. Luk bagażowy ma pojemność 12 m³, klapy boczne są wykonane z blachy aluminiowej i unoszone wzdłuż nadwozia.
Oś przednia jest niezależna typu VO4/21, a sztywny most tylny typu HO4/02. Zawieszenie stanowią miechy pneumatyczne, amortyzatory teleskopowe oraz stabilizatory przechyłu. Sterowany pneumatycznie układ hamulcowy wyposażony jest w hamulce tarczowe oraz układy ABS i ASR oraz sprężynowy hamulec awaryjny. Wyposażenie standardowe obejmowało również zwalniacz (retarder) typu Voith VHBK 133, umożliwiający zwiększenie masy przewożonego bagażu. Cezar ma 49 wysokich, uchylanych foteli. Jednoskrzydłowe drzwi (z mechanizmem drzwiowym firmy ISAF), sterowane pneumatycznie, są umieszczone w typowym dla klasy turystycznej układzie 1-1-0. We wnętrzu do wykończenia ścian bocznych oraz sufitu wykorzystano płyty unilam, wyłożone wykładziną dywanową. Podłogę pokryto wykładziną antypoślizgową i dywanikiem. W standardowym wyposażeniu autobusu znalazły się m.in.: klimatyzator, automat do napojów, lodówka, kabina WC, zestaw audio-video oraz miejsce do spania dla kierowcy.
Konkurencję wewnątrzfirmową dla modelu Cezar stanowił wprowadzony do produkcji w 1999 roku tańszy model Autosan A1112T.01 San (z układem drzwi 1-0-1), należący do nowej rodziny A11. W 2001 roku dołączył kolejny model tej rodziny – Autosan A1112T.03 Ramzes. Ten ostatni z typowym w klasie układem drzwi 1-1-0 oraz po raz pierwszy u Autosana z nadwoziem w całości ze stali nierdzewnej.
Produkcja roczna autokarów wysokopodłogowych Autosan A404T Cezar wynosiła od kilku do kilkunastu sztuk. Łącznie wyprodukowano prawdopodobnie 48 sztuk. Sprzedawane były tylko na rynku krajowym. W kolejnych latach było to co najmniej: 1996 – 1 szt. (prototyp, dla PKS Łódź), 1997 – 19 szt., 1998 – 8 szt., 1999 – 11 szt., 2000 – 4 szt., 2001 – 2 szt., 2002 – 3 sztuk.

## Galeria

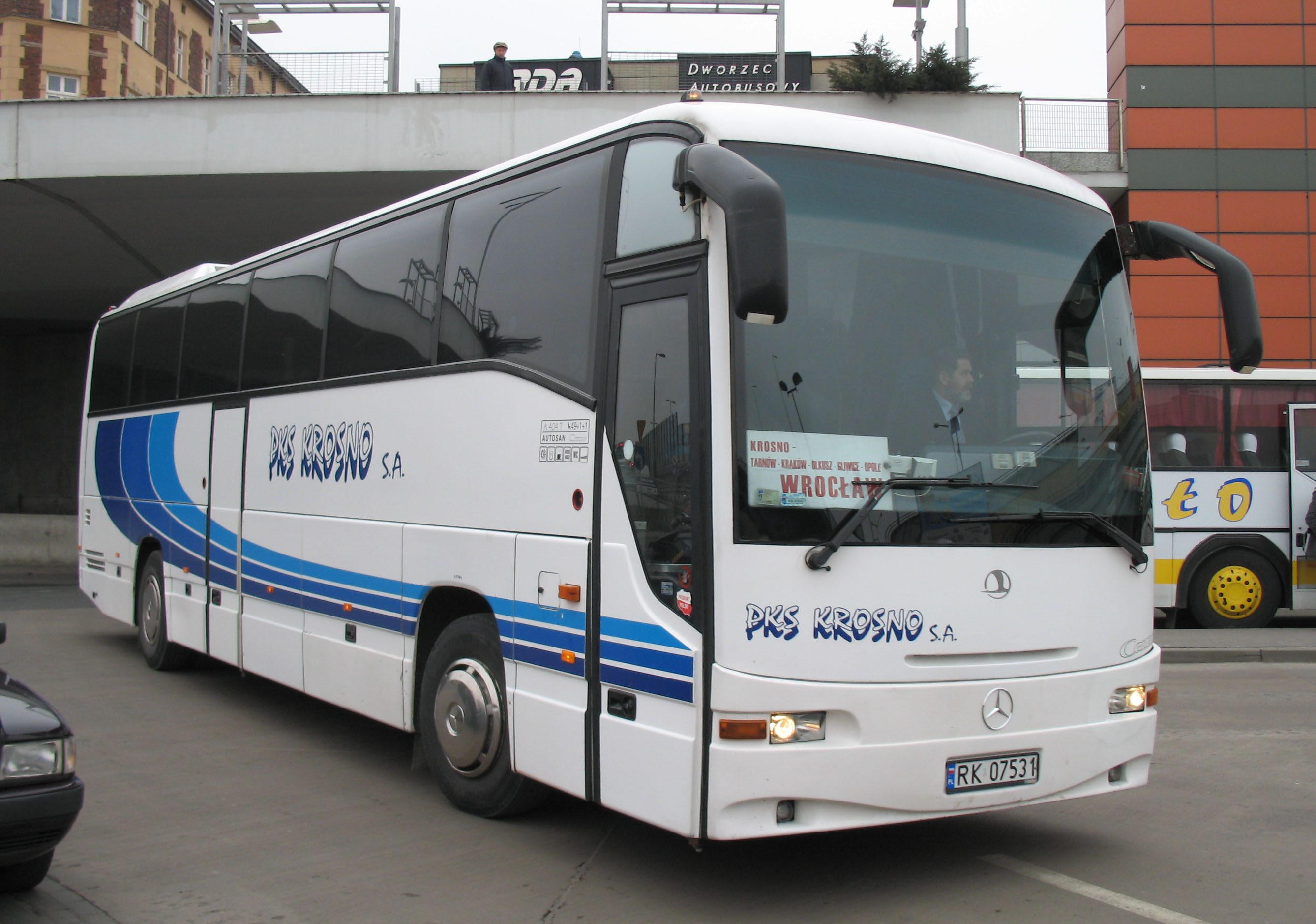
Autosan A404T Cezar in Kraków – PKS Krosno
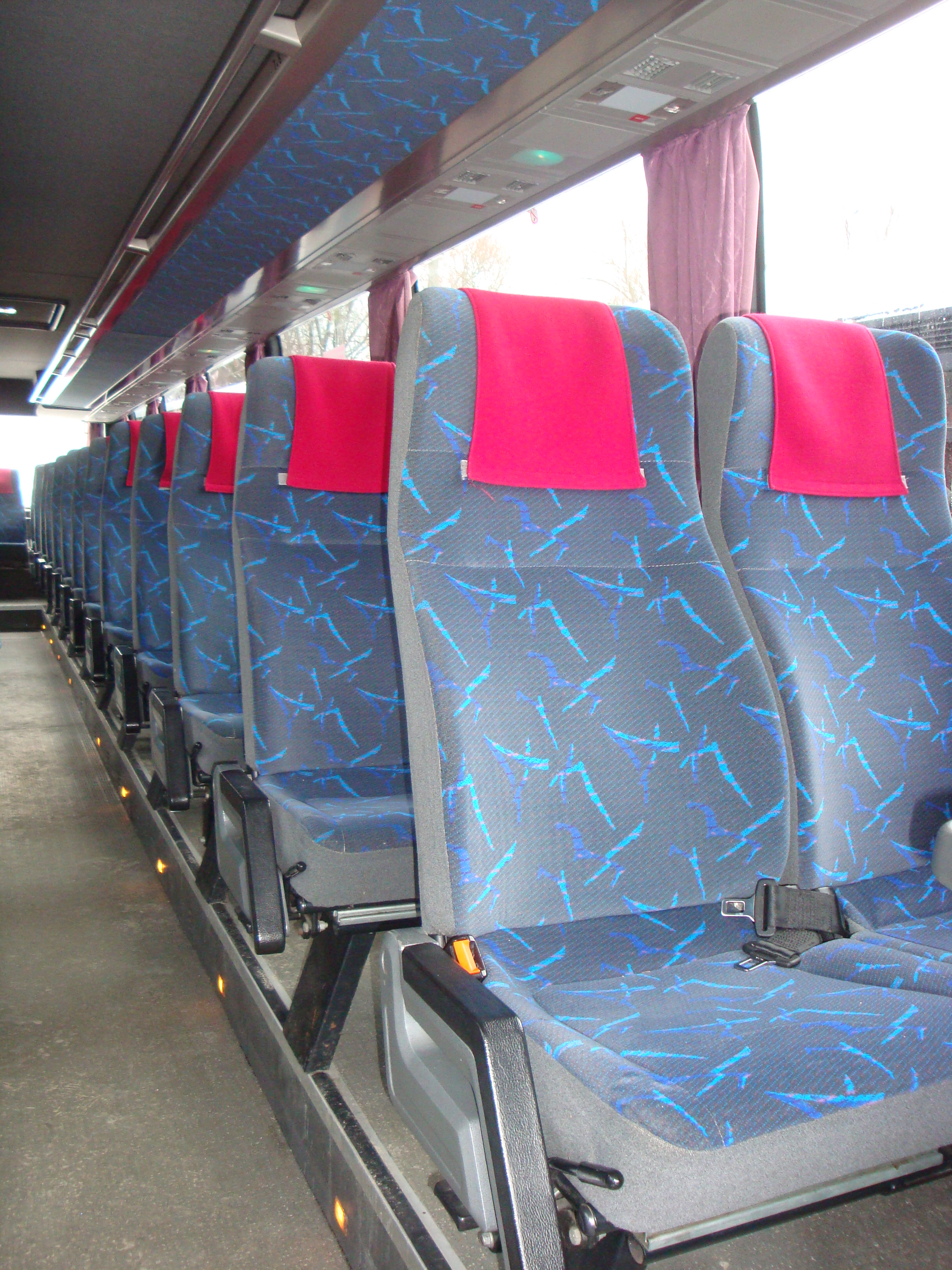
Autosan A404T Cezar wnętrze
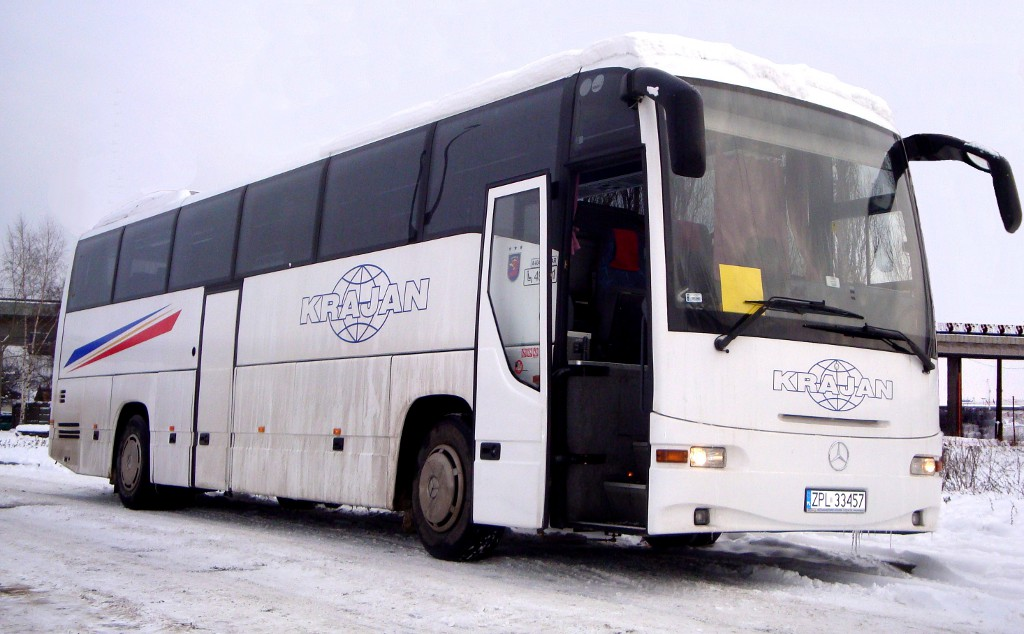
Autosan A404T Cezar KRAJAN Szczecin